# Motmot houtouc
Momotus momota
Espèce
Statut de conservation UICN

 LC  : Préoccupation mineure
Le Motmot houtouc (Momotus momota) est une espèce d'oiseau appartenant à la famille des Momotidae.

## Description
Le Motmot houtouc mesure environ 38 cm de longueur. Il a une calotte bleu clair, une couronne et un large masque noirs, des ailes et un dos verts et le dessous du corps vert et roux. Il possède deux rectrices médianes terminées par des palettes.
Il émet un doux moute-moute.

## Répartition
Son aire s'étend surtout à travers l'Amazonie et le plateau des Guyanes.

## Habitat
Cette espèce fréquente les forêts pluviales, les lisières et les plantations.

## Comportement
Cet oiseau peu méfiant se tient souvent perché dressé en remuant la queue d'avant en arrière.

## Sous-espèces
Selon la classification de référence du Congrès ornithologique international (14.2, 2024) :
- Momotus momota momota (Linnaeus, 1766) — plateau des Guyanes ;
- Momotus momota microstephanus Sclater, 1858 — nord-ouest de l'Amazonie ;
- Momotus momota ignobilis Berlepsch, 1889 — ouest de l'Amazonie ;
- Momotus momota nattereri Sclater, 1858 — nordest de la Bolivie ;
- Momotus momota simplex Chapman, 1923 — centrę-sud de l'Amazonie ;
- Momotus momota cametensis E. Snethlage, 1912 — interfluve des rios Xingu et Tocantins ;
- Momotus momota parensis Sharpe, 1892 — est de l'Amazonie ;
- Momotus momota marcgravinianus Pinto & Camargo, 1961 — forêts de Pernambouc ;
- Momotus momota pilcomajensis Reichenow, 1919 — Bolivie et regions jouxtantes du Brésil et de l'Argentine ;